# Marcos José Lozano
Marcos José Lozano Ortiz (Bogotá; 22 de julio de 1993) es un futbolista colombiano, actualmente en el Club 3 De Febrero F.B.C"Juega" de portero. Ha pasado por divisiones inferiores de Equidad, Fortaleza, selección Bogotá Juvenil

## Clubes
| Club               | País     | Año         |
| ------------------ | -------- | ----------- |
| Atlético Tembetary | Paraguay | 2020 - 2022 |
| Atlántida          | Paraguay | 2024        |